# Curcuma putii
Curcuma putii là một loài thực vật có hoa trong họ Gừng. Loài này được Charun Maknoi và Thaya Jenjittikul mô tả khoa học đầu tiên năm 2019. Mẫu định danh C.Maknoi 3856 thu thập ngày 27 tháng 8 năm 2010 tại tỉnh Lopburi, miền trung Thái Lan.

## Từ nguyên
Tính tù định danh putii là để vinh danh ông Put Phraisurin, người đã thu thập mẫu vật loài này năm 1931.

## Phân bố
Loài này có tại tỉnh Lopburi, miền trung Thái Lan.

## Mô tả
Tương tự như C. ecomata, một loài trong phân chi Ecomatae của chi Curcuma, nhưng khác ở chỗ có nhị lép màu vàng, lá bắc màu xanh lục ánh trắng hay xanh lục nhạt, cuống cụm hoa dài 15–40 cm.